# 仁井田橋
仁井田橋（にいだばし）は、福島県福島市にある道路橋である。

## 概要
- 全長 165.5 m
  - 主径間 60.0 m[1]
- 形式 3径間鋼連続箱桁橋
- 施工 JFEエンジニアリング・三菱重工業
- 竣工 1993年[1]（1994年12月27日開通）

福島市西部で一級河川荒川を渡り、福島県道126号福島微温湯線（微温湯街道）を通す。荒川と支流の須川の合流点の直上流に位置しており、東詰は仁井田字八ツ割川原・佐倉下字笠ノ内北の境に、西詰は仁井田字三日堀向に位置する。橋軸が河川に対して斜角が付けられた斜橋で、橋上は上下対向2車線で供用されており、両側に歩道が設置されている。旧橋梁の老朽化対策のため、地方道橋梁整備事業として1988年度より建設され、福島国体を翌年に控えた1994年12月27日、当橋梁を含む全長1,033 mの区間が新たに付替えられ開通した。総工費は16億400万円。

## 沿革
- 1918年6月 - 初代仁井田橋架設。全長80 m、幅員2.7 m[3]。
- 1935年 - 二代目仁井田橋架設。
  - 全長…120 m
    - 主径間…12 m

  - 幅員…4.5 m
  - 形式…10径間RCT桁橋[4]
- 1993年 - 三代目仁井田橋架設。

## 近隣
- 福島市老人福祉センター
- 旧佐久間邸
- あらかわクリーンセンター
- 東北電力福島技術センター
- 宝勝寺

## 隣の橋
- 荒川

（上流） - 仁井田水管橋 - 東北自動車道福島荒川橋 - 仁井田橋 - 西大橋 - 上八木田橋 - （下流）